# The Speeches of Adolf Hitler, April 1922 – August 1939
The Speeches of Adolf Hitler, April 1922 – August 1939 (Die Reden von Adolf Hitler, April 1922 – August 1939) ist ein zweibändiges Werk mit Reden von Adolf Hitler, das 1942 von der Oxford University Press unter der Schirmherrschaft des Royal Institute of International Affairs (Königliches Institut für Internationale Angelegenheiten) veröffentlicht wurde. Dabei handelt es sich dem Titel zufolge um eine englische Übersetzung repräsentativer Passagen, geordnet nach Themen (an English translation of representative passages arranged under subjects). Es war die erste umfangreiche Sammlung mit Hitlers Reden aus der Vorkriegszeit in englischer Sprache, die dem britischen Publikum in Kriegszeiten den Feind, gegen den es kämpfte, verdeutlichen sollte.

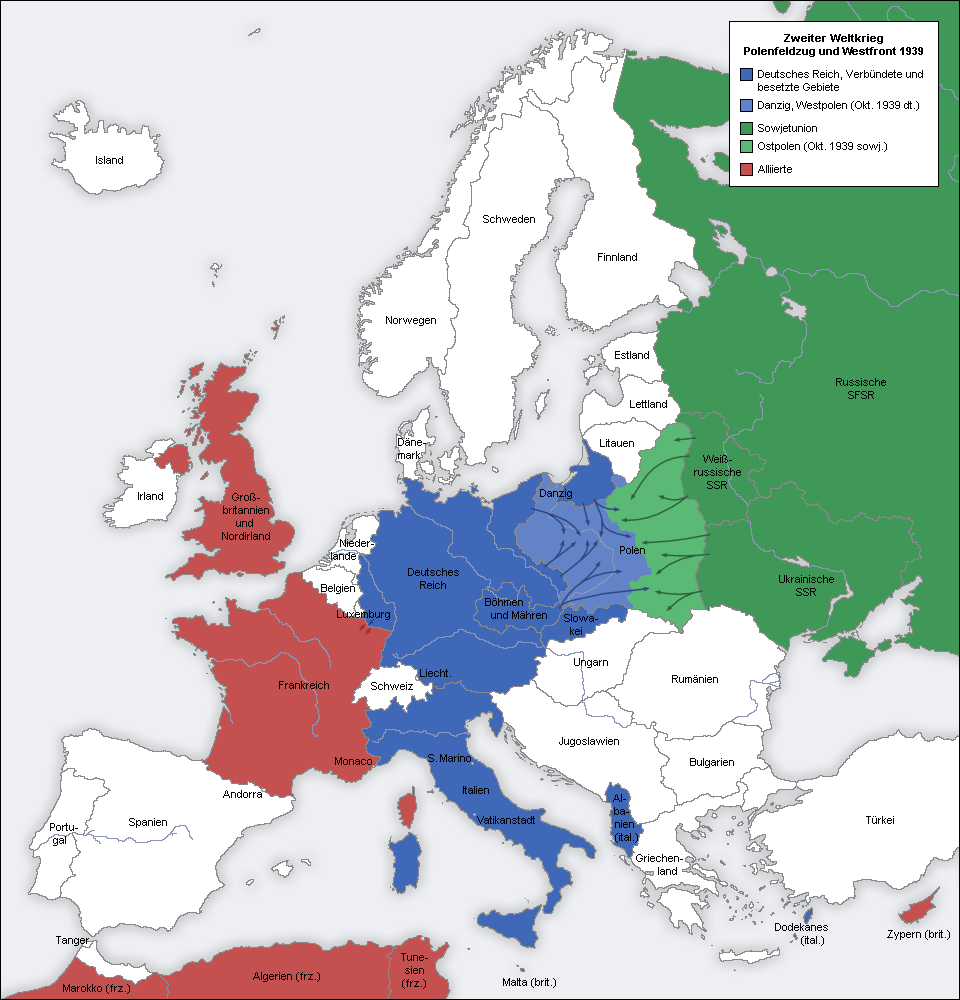
Europa 1939/40 während und nach dem Überfall auf Polen. Trotz der britisch-französischen Kriegserklärung vom 3. September 1939 folgten an der Westfront nur wenige Kampfhandlungen.

## Allgemeines
Diese erste umfassende, wissenschaftliche Sammlung wurde zu einem Zeitpunkt veröffentlicht, als das Dritte Reich in voller Machtblüte stand.
Das Vorwort stammt von dem damaligen Vorsitzenden des Rates des Instituts, Waldorf Astor, 2. Viscount Astor, der darin betont, dass es gut sei, dass diejenigen, die das System verabscheuen würden, dennoch erkennen sollten, mit welcher Überzeugungskraft der Nationalsozialismus dargestellt werden könne.
Der Herausgeber Norman H. Baynes (1877–1961) war ein britischer Byzantinist, der kürzlich als Professor für Byzantinistik am University College London pensioniert worden war, und der seine Kriegsjahre im Auslandsforschungs- und Pressedienst verbrachte.
Es handelt sich dabei um eine Sammlung vollständig kommentierter repräsentativer Passagen, die nach Themen geordnet sind, wobei die Reden weder vollständig, noch in sich abgeschlossen, noch notwendigerweise in chronologischer Reihenfolge sind. Interviews mit Journalisten sind ebenfalls enthalten.
Baynes, der aus dem Deutschen übersetzte, was ihm nach eigenem Eingeständnis aufgrund der „Unschärfe“ der nationalsozialistischen Terminologie manchmal schwer fiel, und der autorisierte englische Übersetzungen verwendete, soweit es diese gab, zitierte in französischen Zeitschriften veröffentlichte Interviews unübersetzt. Baynes war Paul Madden zufolge der Ansicht, „dass die Auswahl die Persönlichkeit und den Charakter Hitlers enthüllten und die Essenz seiner Weltanschauung aufzeigten“.
Baynes bearbeitete die Aufgabe über einen Zeitraum von zwei Jahren, beginnend vom Kriegsanfang bis Oktober 1941.

Lord Astor beginnt sein Vorwort vom Oktober 1941 (Chatham House, London) mit den folgenden eindringlichen Worten:

„Seit 1933 sind die Reden von Adolf Hitler das Grundnahrungsmittel des deutschen Volkes. Man darf nie vergessen, dass Deutschland unter dem Nationalsozialismus ein von der Außenwelt abgeschnittenes Gebiet war. Durch eine Propaganda, die auf der Erkenntnis der subtilen und zwingenden Kraft der ständigen Wiederholung einiger einfacher Ideen beruht, hat Hitler als Redner versucht, das deutsche Volk zu zwingen, seinen Willen mit dem seinen zu verschmelzen. Es ist gut, dass diejenigen, die das System verabscheuen, dennoch erkennen, mit welcher Überzeugungskraft der Nationalsozialismus präsentiert werden kann […]“

Professor Baynes nutzte dem biographischen Artikel in Dictionary of National Biography (ODNB) zufolge von 1939 bis 1945 seine historische Ausbildung auf dem Gebiet der modernen deutschen Geschichte und erstellte diese zwei großen, vollständig kommentierten Bände von Hitlers Vorkriegsreden (1942). Wie sehr Baynes in den nationalen Kampf involviert war, demonstriert das ODNB an der Wahl des Themas seiner Romanes lecture (Romanes-Vorlesung) in Oxford im Juni 1942: Intellectual liberty and totalitarian claims (Intellektuelle Freiheit und totalitärer Anspruch), wobei sein Vortrag eine brillante Karikatur der Redekunst des Führers gewesen sein soll.

## Gliederung
INHALTSÜBERSICHT
- Band I
- FOREWORD
- PREFACE
- LIST OF ABBREVIATIONS
- 1. EARLY SPEECHES 1922–1924
- 2. THE FORMATION OF THE PARTY: HITLER‘S RETROSPECT
- 3. THE PROGRAMME OF THE PARTY
- 4. THE EARLY DAYS OF THE PARTY
- 5. THE 'PUTSCH' OF 8-9 NOVEMBER 1923
- 6. LEGALITY
- 7. THE SA. AND SS.
Note: The SA.
- 8. STEPS TO POWER
- 9. ORGANIZATION OF THE PARTY:THE MEANING OF THE ANNUAL GATHERINGS OF THE PARTY-THE PARTEITAGE
- 10. THE MODEL REVOLUTION
- 11. THE MOVEMENT AND THE OPPOSITION
- 12. GLEICHSCHALTUNG
- 13. THE ROEHM PURGE
- 14. RELIGION
Note: The Treatment of Religion by Hitler in Mein Kampf.
- 15. CONSTITUTION
Note: The Constitution of the National Socialist State.
- 16. CRITICISM AND LIBERTY
- 17. LAW
Note on Law
- 18. WOMAN
- 19. YOUTH
- 20. THE ARMY
- 21. KULTUR
- 22. THE OUTLOOK FOR THE FUTURE: THE TASKS OF THE MOVEMENT
- 23. THE YEARS IN RETROSPECT AS HITLER SAW THEM
- 24. BOLSHEVISM
- 25. THE JEWS
Note and Bibliography.
- 26. ECONOMICS
- Band II
- 27. FOREIGN POLICY
NOTES
I. ADDENDA
II. BIBLIOGRAPHICAL NOTE
INDEXES
I. INDEX OF SPEECHES
II. LIST OF NAMES OF AUTHORS
III. GENERAL INDEX